# Liste der Kulturdenkmale in Kottmarsdorf

Wappen von Kottmarsdorf

In der Liste der Kulturdenkmale in Kottmarsdorf sind die Kulturdenkmale des Ortsteils Kottmarsdorf der sächsischen Gemeinde Kottmar verzeichnet, die bis November 2018 vom Landesamt für Denkmalpflege Sachsen erfasst wurden (ohne archäologische Kulturdenkmale). Die Anmerkungen sind zu beachten.

## Liste der Kulturdenkmale in Kottmarsdorf
| Bild                                    | Bezeichnung | Lage                                                                 | Datierung                                                                | Beschreibung | ID       |
| --------------------------------------- | --- | -------------------------------------------------------------------- | ------------------------------------------------------------------------ | --- | -------- |
| Direkt Bild zu diesem Denkmal hochladen | Wohnhaus (Umgebinde) | An der Gasse 2 (Karte)                                               | 18. Jahrhundert                                                          | Zweigeschossiges Umgebindehaus mit Satteldach und nachträglich angebautem Massivteil aus dem 18. Jahrhundert. Die Besonderheit dieses Wohnhauses liegt in der ungewöhnlichen Mischkonstruktion des Erdgeschosses. Während die für Umgebindehäuser typische Blockstube im Normalfall jeweils einen kompletten Hausteil einnimmt, ist die dreijochige, quadratische und verschalte Stube hier in die Südostecke gestellt, die Südwestecke des Hauses ist hingegen massiv ausgeführt. Das Fachwerkobergeschoss kragt leicht vor und ist, wie der südliche Giebel, mit Asbestschieferplatten (Spitzwinkel) verkleidet. 1928 wurde das Wohnhaus durch einen winklig vor der Nordostecke heraustretenden, massiven Klinkeranbau erweitert, der über ein Schleppdach noch mit dem Ursprungsgebäude verbunden ist. Die ungewöhnlich hoch sitzenden Fenster des Obergeschosses sowie die steile Neigung des mit Aufschieblingen versehenen Satteldaches lassen eine Erbauung im 18. Jahrhundert vermuten. Das Dach ist mit Siedlerfalzziegeln gedeckt, die Fenster sind sprossenlos. Aufgrund seiner ungewöhnlichen Umgebindekonstruktion, seines hohen Alters und der gelungenen Verbindung von Fachwerk- und Klinkerbauweise ist das Haus baugeschichtlich von Bedeutung. Es ist außerdem eines von wenigen erhaltenen Umgebindehäusern in Kottmarsdorf. | 08961249 |
| Weitere Bilder                          | Kirche und Kirchhof mit Einfriedung | Dorfstraße (neben Nr. 46) (Karte)                                    | 1736 (Kirche und Taufengel); 1832 (Orgel); 1836 (Taufbecken)             | Barocke Saalkirche mit historistisch-neogotischem Westturm, baugeschichtlich, ortsgeschichtlich und ortsbildprägend von Bedeutung | 08961238 |
|                                         | Wohnstallhaus und rechtwinklig angrenzende Scheune eines Bauernhofes | Dorfstraße 3 (Karte)                                                 | 1. Hälfte 19. Jahrhundert                                                | Großer, zurückgesetzter Zweiseithof auf rechtwinkligem Grundriss, in weitgehend originalem Bestand erhalten. An das zweistöckige Wohnhaus schließt direkt nördlich eine langgestreckte Scheune mit Stallteil an, durch die auch der Zugang zum Hof erfolgt. Mehrere Anbauten an Wohnhaus und Scheune verdichten das Gebäudeensemble. Das Wohnhaus besteht aus einem massiven Erdgeschoss und einem einfarbig mit Spitzwinkelschiefer verkleideten Fachwerkobergeschoss. Seine straßenseitige Fassade ist durch einen massiven Ziegelanbau sowie eine, vermutlich nach Befund rekonstruierte, Oberlaube geprägt, die von angeschleppten, biberschwanzgedeckten Krüppelwalmdach überdacht werden. Lediglich eine Fledermausgaube dient auf dieser Seite der Belichtung des Dachraumes. Der Hof weist einen hohen Anteil an Originalsubstanz auf – die historischen, vierteiligen Kastenfenster sind ebenso erhalten wie die Umgebindeimitation aus aufgeputzten Ständern und Knaggen an der südwestlichen Hausecke. Der Scheunenteil hat ein Satteldach und ist eine einfache, bretterverkleidete Konstruktion. Aufgrund seiner exponierten Lage und seiner Dichte an originaler Substanz und erhaltener Struktur ist der Bauernhof bau- und wirtschaftsgeschichtlich von Bedeutung. | 08961228 |
| Direkt Bild zu diesem Denkmal hochladen | Wohnstallhaus und Scheune eines Bauernhofes | Dorfstraße 4 (Karte)                                                 | 1. Hälfte 19. Jahrhundert, womöglich älter                               | Breitgelagertes, zurückgesetztes Wohnstallhaus mit rechtwinklig nach Osten anschließendem, niedrigerem Winkelbau und separat stehender Scheune. Die Dächer beider Wohnhäuser sind mit Biberschwänzen in Doppeldeckung gedeckt, das Satteldach des Anbaus bindet mit seinem First mittig in das Krüppelwalmdach des Haupthauses ein. Das Erdgeschoss ist massiv mit Granitgewänden, das Obergeschoss als verkleidete Fachwerkkonstruktion ausgeführt, deren früherer Schieferbehang durch Wabenschindeln aus Bitumenpappe ersetzt wurde. Straßenseitig ist mittig an das Wohnhaus ein massiver Anbau nachträglich ergänzt worden, dessen Pultdach an die Brüstungshöhe der Obergeschossfenster reicht. Der Stallteil des Hauses ist an den hoch liegenden Fenstern noch gut ablesbar und befindet sich in der Nordwestecke. Die ursprünglichen, sechsteiligen Kastenfenster wurden inzwischen durch vierteilige Kunststofffenster ersetzt. Die bretterverkleidete Scheune mit biberschwanzgedecktem Satteldach ist ursprünglich erhalten. Der Hof ist in seiner Struktur und seinem Aussehen weitgehend ursprünglich erhalten und deshalb bau- und wirtschaftsgeschichtlich von Bedeutung. Seine exponierte Lage am Dorfrand macht ihn ortsbildprägend. | 08961227 |
| Direkt Bild zu diesem Denkmal hochladen | Rittergut Niederhof Kottmarsdorf (Sachgesamtheit) | Dorfstraße 13 (Karte)                                                | Um 1885, im Kern älter                                                   | Sachgesamtheit Rittergut Niederhof Kottmarsdorf, mit dem Wohnstallhaus, vier Seitengebäuden und Einfriedung als Einzeldenkmale (siehe Einzeldenkmal 08961225) sowie dem Gutspark mit altem Baumbestand als Sachgesamtheitsteil (Gartendenkmal); ortsbildprägender und ortsgeschichtlich bedeutender Gutshof, Bauten von hoher Materialqualität | 09303573 |
| Direkt Bild zu diesem Denkmal hochladen | Wohnstallhaus, drei Seitengebäude (eines mit Kumthalle), Scheune und Einfriedung (Einzeldenkmale zu ID-Nr. 09303573) | Dorfstraße 13 (Karte)                                                | Um 1885 (Wohnstallhaus); um 1885, im Kern älter (Wirtschafts-gebäude)    | Einzeldenkmale der Sachgesamtheit Rittergut Niederhof; ortsbildprägender und ortsgeschichtlich bedeutender Gutshof, Bauten von hoher Materialqualität | 08961225 |
|                                         | Schule | Dorfstraße 32 (Karte)                                                | Bezeichnet mit 1889                                                      | Massiv, historisierend, von ortshistorischer Bedeutung, Bestandteil der zentralen Ortsstruktur | 08961262 |
| Direkt Bild zu diesem Denkmal hochladen | Wohnhaus und Herrensalon | Dorfstraße 40 (Karte)                                                | 1812 (Wohnhaus); ab 1910 (Friseurmuseum)                                 | Haus Obergeschoss Fachwerk verschiefert, an einer Traufseite Oberlaube mit Schleppdach, alter Baukörper in Konstruktion erhalten, Herrensalon des Friseursalons „Harand“ aus Dresden, Collenbuschstraße 30, baugeschichtlich, sozialgeschichtlich und technikgeschichtlich von Bedeutung. Großes, zweigeschossiges Wohnstallhaus mit Satteldach und hakenförmig anschließendem, zweigeschossigem Massivbau aus der zweiten Hälfte des 18. Jahrhunderts. Seit dem Jahr 2000 ist darin das Friseurmuseum untergebracht. Charakteristisch ist der vorgezogene Eingangsbereich an der Nordostecke, der von einer geschlossenen Oberlaube überdacht wird. Das Fachwerk des Obergeschosses ist zweifarbig mit Spitzwinkelschablonen verschiefert, die Giebel sind zusätzlich mit kleinen Schiefersonnen verziert. Lage und Größe der Fenster sind original, allerdings wurden die historischen Einfachfenster durch moderne Kippfenster mit vierteiliger Sprossung ersetzt. Im Bereich des ehemaligen Stalles sind in die Granitfenstergewände geschmiedete Gitter eingelassen. Sowohl die Stalltür als auch das zweiflüglige Scheunentor an der Nordseite sind erhalten bzw. wurden originalgetreu rekonstruiert. Das Dach erhielt im Zuge der Sanierungsmaßnahmen Ende der 1990er Jahre eine neue Biberschwanzdoppeldeckung nach historischem Vorbild. Erwähnenswert ist das Kreuzgratgewölbe im Eingangsbereich. Aufgrund seiner Lage im Ortskern ist das Haus ortsbildprägend für Kottmarsdorf. Es ist zugleich ein regionaltypisches, detailreich überliefertes Haus und somit von baugeschichtlicher Bedeutung für die Entwicklung des ländlichen Bauens in der Oberlausitz. | 08961242 |
| Direkt Bild zu diesem Denkmal hochladen | Wohnhaus | Dorfstraße 48 (Karte)                                                | 1. Hälfte 19. Jahrhundert                                                | Obergeschoss Fachwerk verbrettert, einfaches Beispiel ländlicher Holzbauweise, straßenbildprägend und baugeschichtlich von Bedeutung | 08961223 |
| Direkt Bild zu diesem Denkmal hochladen | Rittergut Oberhof Kottmarsdorf (Sachgesamtheit) | Dorfstraße 49, 50 (Löbauer Straße 9, 11, 13, 15) (Karte)             | 17. Jahrhundert, 1922 überformt (Herrenhaus); frühes 19. Jh. (Rittergut) | Sachgesamtheit Rittergut Oberhof Kottmarsdorf, als Einzeldenkmale stehen unter Schutz: Herrenhaus (Dorfstraße 50, siehe Einzeldenkmal 08961232), zwei im Winkel zueinander stehende Wohn- und Wirtschaftsgebäude in der Nordwestecke der Gutsanlage (Adresse: Löbauer Straße 9 und 11) mit Torbogen an der Westseite (siehe Einzeldenkmal 08961233), Umfassungsmauer (mit allen Durchlässen und Bögen), großes Wasserbecken auf der Eingangsseite (Südseite) des Herrenhauses, kleines Wasserbassin südlich des Herrenhauses, drei Nebengebäude nordöstlich und östlich des Herrenhauses. Als Sachgesamtheitsteile stehen unter Schutz: sechs weitere Gebäude (Adressen: Dorfstraße 49, Löbauer Straße 13 und 15) sowie der Gutspark mit altem Baumbestand. Baugeschichtlich und ortsgeschichtlich von Bedeutung. | 09303224 |
| Direkt Bild zu diesem Denkmal hochladen | Herrenhaus, Umfassungsmauer (mit allen Durchlässen und Bögen) des Ritterguts, großes Wasserbecken auf der Eingangsseite (Südseite) des Herrenhauses, kleines Wasserbassin südlich des Herrenhauses, drei Nebengebäude nordöstlich und östlich des Herrenhauses (Einzeldenkmale zu ID-Nr. 09303224) | Dorfstraße 50 (Karte)                                                | 17. Jahrhundert, 1922 überformt (Herrenhaus)                             | Einzeldenkmale der Sachgesamtheit Rittergut Oberhof Kottmarsdorf; Herrenhaus nach Brand im traditionalistischen Stil der 1920er Jahre umgebaut, baugeschichtlich und ortsgeschichtlich von Bedeutung | 08961232 |
| Direkt Bild zu diesem Denkmal hochladen | Wohnhaus | Dorfstraße 51 (Karte)                                                | Um 1800                                                                  | Zweigeschossiges, giebelständiges Wohnhaus mit steilem Satteldach. An der Straße vor dem Haus steht eine imposante Hauslinde. Das Erdgeschoss ist verputztes Ziegelmauerwerk, an dem noch schwach eine Gliederung durch aufgeputzte Ecklisenen sichtbar ist. Das Fachwerk des Obergeschosses ist zweifarbig verschiefert (Spitzwinkelschablone). Alle Fenster sind vierteilig und original erhalten – im Erdgeschoss mit Wintervorsatzfenstern, im Obergeschoss mit aufwändigen, geschwungenen Umrahmungen. Nördlich am Haus findet sich ein angebauter Wirtschaftsteil, der vom tief heruntergezogenen Dach überspannt wird. Das Dach selbst ist schiefergedeckt, im Traufbereich sind fünf Lagen in Bogenschnittdeckung ausgeführt, der Rest ist mit Spitzwinkelschablone gedeckt. Das Haus ist in hohem Maß ursprünglich erhalten und von großem baugeschichtlichen Wert innerhalb der Oberlausitzer Hauslandschaft. | 08961224 |
| Direkt Bild zu diesem Denkmal hochladen | Wohnhaus eines Bauernhofes | Dorfstraße 59 (Karte)                                                | 2. Hälfte 18. Jahrhundert                                                | Wohnhaus eines Dreiseithofes mit steilem Satteldach. Im massiven Erdgeschoss wurden wohl in den 1980er Jahren die ursprünglichen Fensteröffnungen zu großformatigen, liegenden Fenstern mit Jalousiekästen aufgeweitet. Das Fachwerkobergeschoss ist auf Stoß verbrettert, auch hier fanden Veränderungen durch den Einbau von Kunststofffenstern mit Sprossenkreuz statt. In diesem Zusammenhang wurde die alte Fensterrahmung mit ihren kleinen Dreiecksverdachungen entfernt. Die ungewöhnlich steile Neigung des Daches sowie der durch Aufschieblinge bedingte Knick im Traufbereich legen eine Erbauung vor 1800 nahe. Im Zuge der Neueindeckung des Daches mit Biberschwanzziegeln wurden drei Dachflächenfenster eingebracht. Trotz einiger Veränderungen, vor allem im Bereich der Erdgeschossfenster, ist das Haus in seiner Konstruktion ablesbar erhalten. Es ist weitaus älter als die umgebende Bebauung und damit von baugeschichtlichem Wert. | 08961234 |
| Direkt Bild zu diesem Denkmal hochladen | Doppelwohnhaus | Dorfstraße 61, 62 (Karte)                                            | 2. Hälfte 19. Jahrhundert                                                | Langes, einheitlich gestaltetes, traufständiges Doppelwohnhaus mit Satteldach. Das Erdgeschoss ist massiv ausgeführt, das Fachwerkobergeschoss verschiefert (Spitzwinkelschablone), am Haus Nr. 61 blass zweifarbig. Die Granittürstöcke sind schlicht und ohne Inschriften. Veränderungen wurden vor allem durch den Ersatz der ursprünglich sechsteiligen Einfachfenster durch sprossenlose Kippfenster (im Erdgeschoss mit Jalousiekästen) vorgenommen. Bemerkenswert ist die Schieferdeckung des Daches: während First- und Traufbereich mehrreihig in Bogenschnittdeckung verlegt sind, wurde für den mittleren Dachbereich mit weniger Niederschlagsanfall eine einfach Spitzwinkeldeckung gewählt. Das Doppelwohnhaus ist straßenbildprägend für Kottmarsdorf und aufgrund seines weitgehend historischen Erhaltungszustandes bauhistorisch von Bedeutung. | 08961226 |
|                                         | Wohnstallhaus und Scheune eines Bauernhofes sowie Handschwengelpumpe | Dorfstraße 74 (Karte)                                                | 2. Hälfte 19. Jahrhundert                                                | Zweigeschossiges, giebelständiges Wohnhaus sowie traufständige Fachwerkscheune eines Zweiseithofes. Das Wohnstallhaus verfügt über ein biberschwanzgedecktes Krüppelwalmdach mit Hecht und ist im Erdgeschoss komplett massiv in Ziegelmauerwerk ausgeführt. Von der ornamentalen Verschieferung (Spitzwinkelschablone) ist seit der Sanierung im Jahr 2003 nichts mehr erhalten. Sämtliche Fenster, die mit einem schlichten Rollwerk mittig bekrönt sind, sowie die Haustür sind denkmalgerecht überholt bzw. nachgebaut worden. Der ehemalige Rinderstall ist durch eine separate Tür von außen erschlossen. Auch die Fachwerkscheune ist komplett saniert und seitdem (2010) mit einer regionaltypischen Holzverschalung mit Deckleisten versehen. Eine alte Esche prägt das Hofbild ganz entscheidend. Der Zweiseithof ist in seiner Struktur und Originalsubstanz gut überkommen und deshalb bau- und wirtschaftsgeschichtlich von Bedeutung. | 08961230 |
|                                         | Wohnhaus | Dorfstraße 75 (Karte)                                                | Bezeichnet mit 1881, wohl aber Ende 18. Jahrhundert                      | Zweigeschossiges, traufständiges Wohnhaus mit schiefergedecktem Krüppelwalmdach und rückwärtig angeschlepptem, massivem Wirtschaftsteil. Das Erdgeschoss ist massiv aus Ziegelmauerwerk mit schlichten Granitgewänden errichtet, das Fachwerkobergeschoss und die Giebel sind mit Spitzwinkelschablone verschiefert, am Giebel in zweifarbiger Ausführung. Am Türstock finden sich die Initialen „UJD“ und die Jahreszahl 1881. Während die Haustür und die Fenster im Obergeschoss original (vier- bis sechsteilige Einfachfenster mit Dreiecksverdachung) erhalten sind, wurden im Erdgeschoss teilweise breit gelagerte, größere Fenster und moderne Kippfenster eingebaut. Zeittypisch ist die Putzimitation von Bossenquadern an den Ecken sowie beiderseits des Eingangs. Das Dach wird über eine flache Hechtgaube, der Flurbereich durch zwei schmale, hochrechteckige Fenster belichtet. Auffällig ist die verhältnismäßig große Dichte von drei Fenstern im straßenseitigen südlichen Obergeschoss, während im anderen Teil nur zwei weit auseinanderstehende Fenster eingebaut sind. Das Haus ist weitgehend original erhalten und aufgrund seiner Fülle an erbauungszeitlichen Details baugeschichtlich von Bedeutung. Auch aufgrund seiner straßenbildprägenden Wirkung kommt ihm ein öffentliches Erhaltungsinteresse zu. | 08961229 |
| Direkt Bild zu diesem Denkmal hochladen | Wohnhaus | Ebersbacher Straße 3 (Karte)                                         | 1. Hälfte 19. Jahrhundert                                                | Zweistöckiges, traufständiges Wohnstallhaus mit Satteldach und nachträglich winklig angebautem eingeschossigen Schuppen. Die Fensteröffnungen im massiven Erdgeschoss sind vergrößert, im verbretterten Fachwerkobergeschoss bauzeitlich erhalten. Hier wurden die Kastenfenster inzwischen durch Kunststofffenster mit Sprossenkreuz ersetzt. Das Satteldach weist noch die historische Biberschwanzdoppeldeckung auf. Ungewöhnlich ist die Lage des Stalles, dessen einfache Brettertür erhalten ist, im Südteil des Hauses, wohingegen die Stube nördlich untergebracht ist. Dem Charakter eines Oberlausitzer Häusleranwesens entsprechend ist das mit Obstbäumen bestandene Grundstück von einem einfachen Lattenzaun mit Granitsäulen umfriedet. Ortsbildtypisch, weitgehend im ursprünglichen Aussehen erhalten, baugeschichtlich von Bedeutung. | 08961248 |
| Direkt Bild zu diesem Denkmal hochladen | Wohnhaus | Ebersbacher Straße 4 (Karte)                                         | 2. Hälfte 19. Jahrhundert                                                | Zweigeschossiges, traufständiges Wohnhaus mit Krüppelwalmdach an exponierter Stelle im Übergang zwischen Ober- und Mitteldorf. Das Erdgeschoss ist massiv und verputzt, wodurch die regionaltypischen Granitgewände der Fenster bis auf einzelne Sohlbänke überdeckt sind. Der Granittürstock ist schlicht und undatiert und wird von zwei schmalen Flurfenstern flankiert. Die Schieferverkleidung des Fachwerks im Obergeschoss ist traufseitig in grauem Asbestschiefer (Spitzwinkel), giebelseitig in dunklem Kunstschiefer (Wabenform) ausgeführt. Sämtliche Fensteröffnungen sind in originaler Größe erhalten, die Fenster selber wurden 2001 denkmalgerecht durch Holzfenster mit Sprossenkreuz erneuert. Erhalten ist auch die Ladeluke für die Bestückung des Daches im Nordgiebel. 2014 wurde die Dachdeckung des Krüppelwalmdaches mit schmaler Hechtgaube (Biberschwanzdoppeldeckung) erneuert und die Jahreszahl dabei mit helleren Ziegeln großformatig in die Dachhaut über der Hechtgaube integriert. Das Haus ist in seiner Art regionaltypisch und aufgrund seiner authentischen Überlieferung baugeschichtlich von Bedeutung. | 08961247 |
| Direkt Bild zu diesem Denkmal hochladen | Wohnstallhaus eines Bauernhofes | Ebersbacher Straße 20 (Karte)                                        | Um 1800                                                                  | Breitgelagertes, zweigeschossiges Wohnstallhaus eines Bauernhofes mit Satteldach und massivem Anbau. Das Erdgeschoss ist komplett massiv ausgeführt, das Fachwerkobergeschoss giebelseitig verschiefert (Wabenform) und traufseitig verbrettert (Oberlausitzer Verschlag). Auf der südlichen Traufseite wurde nachträglich ein massiver, angeschleppter Anbau ergänzt. Die Granitgewände der sprossenlosen Erdgeschossfenster sind weiß überfasst, aber ablesbar. Im Obergeschoss sind die originalen Fensterformen und die mit kleinen Dreiecksverdachungen versehenen Fensterrahmen erhalten. Die ehemalige Biberschwanzdeckung wurde im Rahmen der Sanierung im Jahr 2000 durch keramische Reformziegel ersetzt. Nördlich des Wohnstallhauses steht im Winkel eine massive Scheune mit großem Scheunentor (Schiebekonstruktion) und Satteldach mit alter Biberschwanzdeckung. Das Haus ist konstruktiv und formal weitgehend original überliefert und damit baugeschichtlich von Bedeutung. | 08961250 |
| Direkt Bild zu diesem Denkmal hochladen | Wohnhaus (Umgebinde) | Ebersbacher Straße 29 (Karte)                                        | 1. Hälfte 19. Jahrhundert                                                | Zweigeschossiges Umgebindehaus eines Dreiseithofes mit Krüppelwalmdach. Es handelt sich mit großer Wahrscheinlichkeit um ein ehemaliges Doppelstubenumgebindehaus. Die östlich des massiven, verputzten Flurteiles gelegene 3/3-jochige, verschalte Blockstube ist erhalten. Auf der Westseite wurde die Blockstube wohl Anfang des 20. Jahrhunderts durch massives Klinkermauerwerk ersetzt. Es ist zu vermuten, dass die Klinkerfassade nur vorgestellt und die Holzstube erhalten ist, wie Lüftungslöcher oberhalb der Granitschwelle nahelegen. Eine derartige Gestaltung mit Klinkern (die Fenstergewände sind mit gelben Klinkern farblich hervorgehoben) ist in der Region ungewöhnlich und selten. Die Nordwestecke des Gebäudes ist in Granitbruchstein ausgeführt. Auf der Nordseite ist das Dach tief heruntergezogen und überdeckt den massiven Stallteil aus Granitbruchstein. Das Fachwerkobergeschoss ist traufseitig stark durchfenstert und mit dunkel gefasstem Wellblech verkleidet. Ursprünglich war es vermutlich komplett verschiefert, Reste davon sind in den Giebeln erhalten. Eine Hechtgaube belichtet das biberschwanzgedeckte Krüppelwalmdach, an dem sich Reste der aufwändig geschmiedeten Blitzableiter erhalten haben. Die originalen Kastenfenster sind durch Kunststofffenster mit Sprossenkreuz ersetzt worden. Das Granitportal der Satteldachscheune ist mit der Jahreszahl „1833“ datiert. Das Wohnhaus ist ein gut im Aussehen erhaltenes Beispiel eines Umgebindehauses aus dem 19. Jahrhundert und ist durch seine außergewöhnliche Gestaltung mit Klinkern von besonderem baugeschichtlichem Wert für die Oberlausitzer Hauslandschaft. | 08961252 |
| Direkt Bild zu diesem Denkmal hochladen | Wohnstallhaus eines Bauernhofes | Ebersbacher Straße 34 (Karte)                                        | 1. Hälfte18. Jahrhundert                                                 | Breitgelagertes, zweigeschossiges Wohnstallhaus mit massivem Erdgeschoss, verschiefertem Fachwerkobergeschoss (östliche Traufseite holzverschalt) und schiefergedecktem Krüppelwalmdach. Aussparungen in der Holzverkleidung des östlichen Obergeschosses sowie durchgehende Eckständer im Norden belegen, dass es sich um ein ehemaliges Langständerumgebindehaus handelt. Die Blockstube wurde vermauert, sodass die Wände in diesem Bereich enorm stark sind. In den Wabenschieferbehang des östlichen Giebels sind aus hellem Schiefer Kreuze und Kreise als Zierelemente eingearbeitet. Die Fensterbrüstungen im Obergeschoss sind aufwändig mit geschweiften Zierleisten gearbeitet. Auf der westlichen Traufseite ist das Dach tief bis auf einen massiven, eingeschossigen Stallanbau heruntergezogen. Das Haus steht seit Mitte der 1990er Jahre leer und ist mittlerweile (2014) in ruinösem Zustand. Die Ostseite ist komplett von Efeu überrankt. Ein Teil des Daches ist bereits eingestürzt, die restliche Dachhaut zeigt mehrere Löcher. Das Haus ist trotz seines schlechten baulichen Zustandes Zeugnis der ältesten Bebauung des Oberdorfes von Kottmarsdorf und für die Entwicklung der Umgebindehauslandschaft baugeschichtlich von Bedeutung. | 08961254 |
| Direkt Bild zu diesem Denkmal hochladen | Wohnhaus mit integriertem Scheunenteil | Ebersbacher Straße 36 (Karte)                                        | Um 1800                                                                  | Zweigeschossiges, traufständiges Wohnhaus mit Sattelfrackdach und östlich angeschlepptem Scheunenteil. Das Erdgeschoss ist massiv und im Wohnteil durch den Einbau liegender, größerer Fensterformate verändert. Im Obergeschoss zeigt sich das Fachwerk mit Schiefer verkleidet – an der straßenseitigen Traufseite ist der originale, zweifarbige Wabenbehang erhalten, die Giebel sind neu mit Kunstschiefer (Segmentbogen) verkleidet. Hier sind die originalen Fensteröffnungen mit sprossenlosen Kunststofffenstern bestückt. Eine Rarität in der Oberlausitzer Dachlandschaft ist das fensterlose Frackdach, dessen ehemalige Biberschwanzdeckung Anfang der 2000er Jahre durch Dachpfannen ersetzt wurde. Ungewöhnlich und wohl den Flurstücksgrenzen geschuldet ist auch der Scheunenanbau, der traufseitig parallel zum Hauptgebäude steht, mit diesem über ein Schleppdach verbunden ist aber nördlich einen eigenen Giebel ausbildet. Aufgrund seiner untypischen Grundrisskonzeption in Bezug auf die Verbindung von Wohnhaus und Scheune und der seltenen Frackdachform kommt dem Haus eine große Bedeutung für die Bau- und Wirtschaftsgeschichte der Oberlausitzer Hauslandschaft zu. | 08961253 |
| Direkt Bild zu diesem Denkmal hochladen | Wohnhaus eines Bauernhofes | Ebersbacher Straße 37 (Karte)                                        | 2. Hälfte 19. Jahrhundert                                                | Obergeschoss Fachwerk verschiefert, weitgehend im originalen Aussehen erhaltenes Beispiel der späten Holzbauphase, baugeschichtlich von Bedeutung | 08961260 |
| Direkt Bild zu diesem Denkmal hochladen | Wohnhaus (Umgebinde) | Ebersbacher Straße 45 (Karte)                                        | 1. Hälfte 19. Jahrhundert                                                | Das kleine, traufständige, eingeschossige Umgebindehaus wurde um 1850 errichtet. Es handelt sich um ein Häuslerhaus mit Satteldach in der typischen dreiteiligen Grundrissform mit Mittelflur, Wohn- und Wirtschaftsteil. Die Umgebindekonstruktion im südlichen Hausteil steht auf einem Granitsockel mit ist mit je zwei Jochen an Trauf- und Giebelseite quadratisch. Im Zuge von Sanierungsmaßnahmen im Jahr 1997 wurden viele Holzteile des Umgebindes erneuert und die Blockstube analog des Vorzustandes verschalt. Die Schieferdeckung des Daches wurde, anders als im Original (Spitzwinkeldeckung mit aufgelegtem Rand) als altdeutsche Deckung ausgeführt. Das Dach wird über eine Hechtgaube belichtet. Der Massivteil des Hauses ist nach Osten zweigeschossig, wodurch das Dach in diesem Bereich einhüftig ist. Beide Giebel sind farblich und ornamental aufwändig mit Spitzwinkelschablone als Ziergiebel gestaltet. Ins Auge fallen auch die Zierrahmen der Blockstubenfenster. Das Haus ist in hohem Maße authentisch überliefert und in Struktur und Aussehen gut erhalten. Für Kottmarsdorf ist es eines von wenigen eingeschossigen Umgebindehäusern und darum von baugeschichtlicher Bedeutung. | 08961256 |
| Direkt Bild zu diesem Denkmal hochladen | Wohnhaus (Umgebinde) | Ebersbacher Straße 50 (Karte)                                        | Bezeichnet mit 1868                                                      | Eingeschossiges, traufständiges Umgebindehaus mit Krüppelwalmdach und mittigem Zwerchhaus. Die Blockstube auf quadratischem Grundriss (je drei Joche) nimmt den Südteil des typischen Mittelflurhauses ein. Der ehemalige, nördliche Wirtschaftsteil war über eine separate Brettertür erschlossen, das mit Holzquaderimitation verbretterte Fachwerk auf der Ostseite wurde 2014 durch eine Massivwand ersetzt. Die nördliche, massive Außenwand aus Granitbruchstein hat sich erhalten. Der Eingangsbereich ist aus Ziegelmauerwerk und verputzt. Darin sitzt die originale Haustür im Granitgewände, das mit einer Fase sowie der Initiale des Bauherren „P“ und der Jahreszahl 1868 versehen ist. Unterhalb von Blockstube und Flur ist das Haus unterkellert. Zwei stehende Satteldachgauben sowie das mittige, markante Zwerchhaus (mit Satteldach) gliedern das neu mit Biberschwanzziegeln eingedeckte Krüppelwalmdach. Der Giebel des Zwerchhauses ist ornamental zweifarbig verschiefert. Originale Fenster sind nicht erhalten. In der Blockstube sind ungeteilte Holzfenster aus DDR-Zeiten eingebaut, in den anderen Öffnungen Kunststofffenster mit Sprossenkreuz. Das Haus ist in seiner historischen Struktur, Konstruktion und Optik in hohem Maße ursprünglich erhalten und baugeschichtlich von Bedeutung. Ein hoher Wert kommt dabei der relativ seltenen Dachgestaltung mit den markanten Dachaufbauten zu. | 08961255 |
| Direkt Bild zu diesem Denkmal hochladen | Wohnhaus eines Bauernhofes | Ebersbacher Straße 51 (Karte)                                        | Um 1800                                                                  | Zweigeschossiges Wohnstallhaus eines Bauernhofes mit Satteldach. Sowohl Erdgeschoss als auch der komplette nördliche Hausteil, der ehemalige Stallteil, sind massiv ausgeführt. Das übrige Obergeschoss besteht aus Fachwerk und ist mit Deckleisten im Stil des Oberlausitzer Verschlages verkleidet. Ein markantes Vorhaus mit Satteldach aus der Mitte des 20. Jahrhunderts ist dem Eingang vorgelagert. Die Befensterung ist zwar erneuert aber in ihrer Lage und Größe dem originalen Bestand entsprechend, es sind sprossenlose Fenster eingebaut. Lediglich im Obergeschoss des Massivteiles wurde ein größeres, breit gelagertes Fenster eingebrochen. Am Stallfenster sind Granitgewände und Eisengitter original erhalten. Das Satteldach ist komplett fensterlos und mit glasierten, dunklen Dachpfannen neu eingedeckt (vorher: Siedlerfalzdeckung). Trotz einiger Veränderungen ist das Haus als typischer Vertreter des bäuerlichen Wohnens im 19. Jahrhundert Zeugnis für die Siedlungsstruktur des Straßendorfes Kottmarsdorf und baugeschichtlich von Bedeutung. | 08961258 |
| Direkt Bild zu diesem Denkmal hochladen | Wohnhaus (Umgebinde) | Ebersbacher Straße 58 (Karte)                                        | Um 1850                                                                  | Einstöckiges Umgebindehaus mit ehemaligem Wirtschaftsteil und Krüppelwalmdach. Besonders auffällig ist die große Schleppgaube über dem Eingangsbereich, die einem Zwerchhaus ähnelt und über zwei Fenster das Dachgeschoss belichtet. Sie war, wie der nördliche Wirtschaftsteil des Hauses, bretterverschalt (Oberlausitzer Verschlag), wurde im Zuge von Sanierungsmaßnahmen im Jahr 2011 aber mit einem Wabenschieferbehang verkleidet. Die dreijochige Umgebindekonstruktion ist seit der Außensanierung unverschalt. Im massiven, verputzten Eingangsbereich sitzt die aufgearbeitete, originale Haustür in einem schlichten, unverzierten Granittürstock. Alle Fenster haben noch die originale Größe, die ursprünglichen Kastenfenster wurden durch neue Holzfenster mit Sprossenkreuz ersetzt. Auch die Biberschwanzdoppeldeckung des Daches ist erneuert. Die aufwändigen Fensterrahmungen des Obergeschosses sind den originalen Zierelementen nachempfunden. Das Haus ist in Struktur, Konstruktion und Aussehen in hohem Maße ursprünglich erhalten und somit baugeschichtlich von Bedeutung. Seltenheitswert besitzt die Dachform mit dem großen, als Schleppgaube ausgebildeten Zwerchhaus. | 08961257 |
| Direkt Bild zu diesem Denkmal hochladen | Wohnhaus | Ebersbacher Straße 60 (Karte)                                        | Um 1850                                                                  | Zweigeschossiges Wohnstallhaus mit Krüppelwalmdach und rückwärtig angefügtem Wirtschaftsteil. Die letzte Sanierung hat 2004 stattgefunden. Das Erdgeschoss des Hauses ist massiv und verputzt, das Fachwerkobergeschoss verbrettert (Oberlausitzer Verschlag) und am Nordgiebel mit Spitzwinkelschieferbehang versehen. Ungewöhnlich groß und hochrechteckig sind die Fenster, deren Gewände im Erdgeschoss regionaltypisch aus Granit gefertigt sind. Dabei treten die Sohlbänke leicht aus der Fassade hervor und umlaufende, farblich abgesetzte Faschen rahmen die Fenster. Die ursprünglichen, zweiflügligen, sechsteiligen Fenster waren im Erdgeschoss mit Wintervorsatzfenstern versehen. Im Rahmen der Sanierung 2004 wurden neue, dunkelgrün gefasste Holzfenster mit Sprossenkreuz eingebaut. Bemerkenswert und für Kottmarsdorf einmalig ist die Gestaltung des Dachhechtes im original erhaltenen Krüppelwalmdach (Schieferdeckung, Spitzwinkelschablone mit Randbelag). Er ist sehr aufwändig mit Schleierbrettschnitzerei (Ranken, Blätter) verziert. Zehn im Hecht integrierte Rundbogenfenster mit Mittelsteg und Zierschnitzerei im Segmentbogen sorgen für die Belichtung des Daches. Aufgrund seiner hochgradig authentischen Überlieferung und der besonders prächtigen Ausformung des Dachhechtes ist das Haus von hohem baugeschichtlichem Wert für die Hauslandschaft der Oberlausitz. | 08961259 |
| Weitere Bilder                          | Sowjetischer Ehrenfriedhof | Löbauer Straße (Ecke Turnhallenweg, neben Löbauer Straße 12) (Karte) | Nach 1945                                                                | Gräber mit ehrendem Text, Begräbnisort von 47 Soldaten und fünf Kriegsgefangenen aus der UdSSR, geschichtlich von Bedeutung | 08961239 |
| Direkt Bild zu diesem Denkmal hochladen | Wohnstallhaus, Scheune und Seitengebäude eines Dreiseithofes | Löbauer Straße 3 (Karte)                                             | Dachsparren bezeichnet mit 1887 (Wohnstallhaus)                          | Exponiert liegender Dreiseithof mit Wohnstallhaus, Scheune und Seitengebäude in der Ortslage Niederdorf. Am Wohnstallhaus ist die Gliederung in Wohn- und Stallbereich durch unterschiedliche Fenstergrößen im Erdgeschoss noch gut ablesbar. Der Wohnteil wurde durch den Einbau größerer, breitgelagerter Fenster mit Jalousiekästen in seinem ursprünglichen Erscheinungsbild jedoch verändert. Das Fachwerkobergeschoss ist mit Asbestschieferplatten (Spitzwinkel) verkleidet, hier wurden die originalen Fensteröffnungen beibehalten aber sprossenlose Kunststofffenster eingebaut. Im nördlichen Teil sowie am Nordgiebel wurde die Verschieferung inzwischen entfernt und durch eine Verbretterung (Oberlausitzer Verschlag) abgelöst. Die Biberschwanzdoppeldeckung des Krüppelwalmdaches und der Spitzwinkelnaturschieferbehang am Nordgiebel sind noch original. Beide Nebengebäude haben Satteldächer. Das Stallgebäude ist im Erdgeschoss massiv und im Obergeschoss in Fachwerk mit Holzverschalung ausgeführt. Am Dach ist die originale Schieferdeckung in regionaltypischer Ausführung mit je zwei Reihen Bogenschablone im Trauf- und Firstbereich, Randbelag und mittig aufgebrachtem Spitzwinkelschiefer erhalten. Die straßenseitige Durchfahrtsscheune ist dagegen eine reine, verbretterte Holzkonstruktion mit Biberschwanzdoppeldeckung. Der Dreiseithof ist in seiner Struktur und seinem Erscheinungsbild weitgehend ursprünglich erhalten, wird noch landwirtschaftlich genutzt und ist dadurch bau- und wirtschaftsgeschichtlich von Bedeutung. | 08961231 |
| Direkt Bild zu diesem Denkmal hochladen | Wohnhaus | Löbauer Straße 7 (Karte)                                             | Um 1850                                                                  | Eingeschossiges, traufständiges Massivgebäude mit Krüppelwalm, gegenüber der Gaststätte an der Fernverkehrsstraße gelegen. Es ist als einfaches Beispiel der nach der Trassierung der Straße 1828 entstandenen Wohnbebauung von bau- und sozialgeschichtlicher Bedeutung. Die erbauungszeitlichen Fenster (mit Winterfenstern) wurden inzwischen durch vierteilige Holzfenster erneuert. Auch die Haustür ist nicht original. Interessantes Detail ist der Granittürsturz, der zugleich als obere Begrenzung des angrenzenden Flurfensters dient. Am Giebel befinden sich neben den Obergeschossfenstern zwei auf die Spitze gestellte, quadratische Ziermaueröffnungen. Die Biberschwanzdoppeldeckung des Daches ist erneuert. | 08961237 |
| Direkt Bild zu diesem Denkmal hochladen | Gasthaus | Löbauer Straße 8 (Karte)                                             | Bezeichnet mit 1868                                                      | Das traufständige, zweigeschossige Haus wurde 1868 auf Rittergutsboden als Gasthaus an der Verbindungsstraße zwischen Löbau und Rumburk erbaut. Der erste Besitzer war Johann August Peschel, auf den die Initiale „P“ im Türsturz hinweist. Ab 1905 betrieb Peschels Schwiegersohn August Israel die Gaststätte. Auch heute noch ist sie als „Israels Restauration“ oder als „Toni“, nach der nachfolgenden Pächterin Sidonie Israel, bekannt. Der Gaststättenbetrieb endete 1986, seit 1990 steht das Gebäude leer. Das Massivgebäude ist verputzt und symmetrisch angelegt. Der Eingangstür befindet sich mittig an der Straßenseite, ihr Granittürstock ist mit der Jahreszahl 1868 und dem Buchstaben „P“ bezeichnet. Beidseitig davon sind je drei Fensterachsen angeordnet. Die Fassade ist ungegliedert, lediglich die Fenster sind durch ihre leicht vortretenden Sohlbänke und umlaufende Putzfaschen akzentuiert. Die historischen, sechsteiligen Zweiflügelfenster mit Wintervorsatzfenstern sind erhalten. Das Satteldach ist mit Biberschwänzen in Doppeldeckung gedeckt. Über die Innenausstattung ist durch eine Schautafel folgendes bekannt. In der kleinen Gaststube existierten ein Klavier und ein Kohleofen, daran angrenzend lag die Küche. Des Weiteren werden ein Gewölbe und ein Vereinszimmer im Obergeschoss genannt. Die Toiletten befanden sich im Wirtschaftsgebäude auf dem Hof. Als Gaststätte an der großen Verbindungsstraße ist das Gebäude von verkehrs- und ortsgeschichtlicher Relevanz. | 08961235 |
| Direkt Bild zu diesem Denkmal hochladen | Wohn- und Wirtschaftsgebäude in der Nordwestecke der Gutsanlage mit Torbogen an der Westseite sowie die Umfassungsmauer des Ritterguts, kleines Nebengebäude mit quadratischem Grundriss und Zeltdach Löbauer Straße 13, nördlich vom Wohnhaus (Einzeldenkmale zu ID-Nr. 09303224)                 | Löbauer Straße 9, 11, 13 (Karte)                                     | 1830                                                                     | Einzeldenkmale der Sachgesamtheit Rittergut Oberhof Kottmarsdorf. Bei den Häusern handelt es sich um zwei zum Rittergut Oberhof gehörige Gebäude. Das langgestreckte Wohngebäude Nr. 11 steht traufständig zur Straße und flankiert gemeinsam mit dem Haus Löbauer Straße 15 die Einfahrt zum Rittergut, die von einem segmentbogigen Tor in der Flucht der alten Lindenallee markiert ist. Am Granitportal findet sich neben dem Erbauungsjahr 1830 durch die Initialen „CGJ“ ein Hinweis auf den Bauherren C. G. Jeremias, in dessen Besitz sich das Rittergut ab 1826 befand. Charakteristisch für die Erbauungszeit sind das Krüppelwalmdach (Falzziegel) und die schlichten Granitgewände der Erdgeschoss- und Kellerfenster. Das ursprüngliche Erscheinungsbild wurde durch den Ausbau des Dachgeschosses, das damit verbundene Aufsetzen von Zwerchhäusern und Dachflächenfenstern sowie den Einbau eines markanten, über die Traufe ragenden Treppenhauses recht stark gestört. Bei dem Haus Nr. 9 handelt es sich um ein Wirtschaftsgebäude (Wohnstallhaus) des Rittergutes, das über einen niedrigen Zwischenbau rechtwinklig an das Haus Nr. 11 anschließt und jetzt zu Wohnzwecken dient. Es hat ein biberschwanzgedecktes Dach, das straßenseitig einen Krüppelwalm aufweist. Östlich wurde das Gebäude eingekürzt und endet mit einem Spitzgiebel. Die ursprüngliche größere Gebäudelänge dokumentiert neben Spuren des Mauerabbruchs auch das Messtischblatt aus dem Jahr 1935. An der Nordwestecke ist dem Gebäude ein Anbau aus den 1970er Jahren vorgelagert, der eine Terrasse mit durchbrochener Betonbrüstung trägt. Aufgrund ihrer Zugehörigkeit zum Rittergut Oberhof sind beide Gebäude von orts- und baugeschichtlicher Bedeutung für Kottmarsdorf und die Entwicklung der Oberlausitzer Rittergüter. | 08961233 |
| Direkt Bild zu diesem Denkmal hochladen | Wohnstallhaus eines Bauernhofes | Löbauer Straße 20 (Karte)                                            | 1. Hälfte 19. Jahrhundert                                                | Zweigeschossiges Wohnstallhaus eines Bauernhofes mit Krüppelwalmdach an exponierte Stelle in der Ortslage Kottmarsdorf. Das Haus ist hochgradig in seinem ursprünglichen Aussehen erhalten – über dem massiven, verputzten Erdgeschoss (Fenster und Türen sind in Granitgewänden eingefasst) ist das Fachwerk des Obergeschosses einfarbig mit einem Wabenschieferbehang verkleidet, der westliche Hausteil ist teilweise komplett massiv (nachträgliche Veränderung, Ziegelmauerwerk) ausgeführt. Sämtliche Fenster sind original erhalten: Dabei sind die sechsteiligen Einfachfenster des Erdgeschosses mit zusätzlichen Wintervorsatzfenstern ausgestattet. Im Erdgeschoss sitzen die sechsteiligen Fenster in schlichten Granitgewänden und sind mit Wintervorsatzfenstern ausgestattet. Im Obergeschoss sind es sechsteilige, zweiflüglige Einfachfenster mit leicht geohrtem Fensterrahmen und einer kleinen Dreiecksverdachung mit Medaillon. Der Türstock aus Granit ist schlicht, am Gesims leicht profiliert und trägt die Zahl „49“, das Stalltürgewände ist völlig schmucklos. Die den Eingang flankierenden Flurfenster sowie die Stallfenster sind vergittert. Das Gebäude ist zur Hälfte unterkellert, die Dachdeckung mit Siedlerfalzziegeln ist regionaltypisch für die Oberlausitz und stammt wohl aus der ersten Hälfte des 19. Jahrhunderts. Auf dem Gelände ist noch die satteldachgedeckte Durchfahrtsscheune erhalten. Aufgrund seines hochgradig ursprünglichen Erhaltungszustandes und seiner straßenbildprägenden Lage ist das Haus von großer baugeschichtlicher Bedeutung. | 08961246 |
| Direkt Bild zu diesem Denkmal hochladen | Gasthaus „Stadt Straßburg“ (Wohnstallhaus) und Seitengebäude des Gasthofes | Löbauer Straße 22 (Karte)                                            | Bezeichnet mit 1841                                                      | Massives, traufständiges, zweigeschossiges Wohnstallhaus mit Krüppelwalmdach an exponierter Lage am Ortseingang aus Richtung Neugersdorf. Das Gebäude wurde 1841 vom Leinwandhändler Johann August Wünsche als Gasthaus an der 1828 neu errichteten Chaussee zwischen Löbau und Rumburk erbaut. Bis 1961 war die Gaststätte, deren Räumlichkeiten rund 100 Menschen Platz boten, in Privatbesitz und diente danach bis zum Ende der DDR als Kommissionsgaststätte des Konsums. Bis 1999 betrieb der Wirt Fritz Hartmann darin einen Getränkehandel, seitdem wird es nur noch als Wohnhaus genutzt. Der breitgelagerte Baukörper besteht aus Feldsteinmauerwerk mit teilweise bis zu einem Meter dicken Mauern, am nördlichen Giebel sind drei verstärkende Stützpfeiler angebracht. Betont wird das Gebäude durch den leicht vorspringenden Mittelrisalit, der in einem Dreiecksgiebel mit Halbrundfenster endet. Am Sturz des Granitportals sind die Jahreszahl 1841 sowie im Schlussstein die Initialen des Erbauers „JAW“ zu finden, darüber befindet sich der Schriftzug „Stadt Straßburg“. An den kleinen, vergitterten Fenstern im liegenden Format ist der Stallteil auf der Nordseite noch gut erkennbar. Die Fenster zum Flur sind ebenfalls vergittert, insgesamt wurden bis auf zwei nördliche Giebelfenster alle historischen Fenster durch Einscheibenfenster ersetzt. Seltenheitswert besitzt die Granitbank links neben dem Hauseingang, wie sie früher vor vielen Oberlausitzer Häusern zu finden war. Das rückwärtige, massive Scheunengebäude, dessen biberschwanzgedecktes Satteldach nördlich mit einem Krüppelwalm versehen ist, wird heute teilweise als Garage genutzt. Als Gasthaus kommt dem Gebäude eine besondere Bedeutung für die Ortsgeschichte Kottmarsdorfs zu. Seine Gestaltung und straßenbildprägende Lage verleiht ihm zusätzlich baugeschichtliche Bedeutung. | 08961245 |
| Weitere Bilder                          | Wohnhaus (Umgebinde) | Löbauer Straße 24 (Karte)                                            | Bezeichnet mit 1867                                                      | Zweigeschossiges, traufständiges Doppelstubenumgebindehaus mit biberschwanzgedecktem Krüppelwalmdach. Sowohl die Umgebindekonstruktion (Kunstschiefer) als auch das Fachwerkobergeschoss (Naturschiefer, Waben) sind mit Schiefer verkleidet. Der nördliche Giebel ist im Obergeschoss mit einer neuen Holzverschalung, im Dachgiebel mit Wabenschindeln aus Dachpappe versehen. Dort hat sich die originale Luke für die Bestückung des Daches (mit Kranbalken) erhalten. Besonders aufwändig ist der südliche Schieferziergiebel ausgeführt. Schiefersonnen und der Formenreichtum der verwendeten Schablonen (Schuppen-, Spitzwinkel-, Rechteckschablone) zeugen von dem hohen Können der Handwerker. Reich verziert sind auch die Fensterrahmungen der Erdgeschossfenster, die teilweise noch in ihrer historischen, sechsteiligen Kastenkonstruktion erhalten sind. Im Obergeschoss wurden die Fenster größtenteils durch Kunststofffenster mit Mittelsprosse ersetzt. Der Eingangsbereich ist massiv ausgeführt: Der Granittürstock ist profiliert und am Sturz mit der Jahreszahl 1867 und dem Buchstaben „U“ gekennzeichnet. Flankiert wird der Eingang von zwei schmalen Flurfenstern, in deren Granitgewänden vierteilige Fenster sitzen. Das Dach wird über drei Fledermausgauben belichtet. Das Haus ist im Außenbau in hohem Maße ursprünglich erhalten und das letzte erhaltene Beispiel eines Doppelstubenumgebindehauses ist Kottmarsdorf. Aufgrund dessen ist es von großem bauhistorischem Wert für die Hauslandschaft der Oberlausitz. | 08961261 |
| Direkt Bild zu diesem Denkmal hochladen | Wohnhaus | Löbauer Straße 27 (Karte)                                            | Bezeichnet mit 1849                                                      | Zweigeschossiges, traufständiges Wohnhaus mit massivem Erdgeschoss und verschiefertem Fachwerkobergeschoss auf Hakengrundriss. Das Erdgeschoss ist verputzt, wodurch die Granitgewände der Fenster verdeckt werden. Am Eingangsbereich, der durch ein Vordach in seiner ursprünglichen Gestalt beeinträchtigt ist, sind die Granitgewände der Tür und der flankierenden, schmalen Flurfenster noch sichtbar. Der Türstock ist mit der Initiale „W“ sowie der Jahreszahl 1849 bezeichnet, auf den Seiten ist je ein Palmzweig abgebildet. Im Rahmen einer Sanierungsmaßnahme wurde um das Jahr 2000 das Fachwerkobergeschoss mit einer Außendämmung versehen und der ursprüngliche Spitzwinkelschieferbehang durch Rundbogenschablone ersetzt. Historische Fenster sind nicht erhalten, in den originalen Fensteröffnungen sitzen sprossenlose Kunststofffenster. Die Schieferdeckung des Krüppelwalmdaches wurde ebenfalls erneuert. Das Haus ist äußerlich in seiner Kubatur erhalten und steht an exponierter, straßenbildprägender Stelle. Von besonderer baugeschichtlicher Bedeutung ist der verzierte Granittürstock. | 08961243 |
| Direkt Bild zu diesem Denkmal hochladen | Wohnhaus, Scheune und Seitengebäude eines Dreiseithofes | Löbauer Straße 33 (Karte)                                            | Um 1850                                                                  | Bauernhof mit zweigeschossigem Wohnhaus auf T-Grundriss, Seitengebäude und Holzscheune. Das Wohnhaus steht traufständig zur Straße an exponierter Stelle am Ortseingang. Sein massives Erdgeschoss ist verputzt, das Fachwerkobergeschoss schieferverkleidet (Traufseite – Waben, Giebel – Spitzwinkel) und das Krüppelwalmdach mit Falzziegeln gedeckt. Alle Fenstergrößen sind original, im Erdgeschoss jedoch durch sprossenlose Kunststofffenster mit Jalousiekästen im Erscheinungsbild verändert. Die Obergeschossfenster haben eine kleine Dreiecksverdachung und sind teilweise noch einfachverglast und sechsteilig, teilweise durch Holzfenster mit Mittelsprosse ersetzt worden. Die biberschwanzgedeckten Nebengebäude schließen den Hof nach allen Seiten, charakteristisch ist die Linde vor dem Wohnhaus. Der Bauernhof ist in Aussehen und Struktur in hohem Maße original erhalten und bau- und wirtschaftsgeschichtlich von Bedeutung. | 08961244 |
| Direkt Bild zu diesem Denkmal hochladen | Pfarrhaus (als Wohnstallhaus) | Obercunnersdorfer Straße 1 (Karte)                                   | 1. Hälfte 19. Jahrhundert                                                | Breitgelagertes, zweigeschossiges, traufständiges Wohnstallhaus mit Krüppelwalmdach, das als Pfarrhaus genutzt wird. Im massiven Erdgeschoss sind die Fenster- und Türgewände regionaltypisch aus Granit gefertigt, die liegend rechteckigen Stallfenster mit schmiedeeisernen Gittern versehen. Das Fachwerkobergeschoss sowie die Giebel sind komplett verschiefert, an den Traufseiten ist der originale altdeutsche Behang erhalten. Bei früheren Modernisierungsmaßnahmen eingebrachte Einscheibenfenster wurden inzwischen teilweise durch gesprosste (vier-/sechsteilig) Kastenfenster nach historischem Vorbild ausgetauscht. Die klassizistische Doppelflügelhaustür mit ihren beidseitig angebrachten Knäufen wurde im Zuge der Sanierungsarbeiten 2003 analog dem Bestand erneuert. Das Dach ist mit Falzziegeln gedeckt, an der Grundstückseinfriedung haben sich die regionaltypischen Granitsäulen erhalten. Aufgrund seiner Nutzung als Pfarramt ist das Haus von ortsgeschichtlicher Bedeutung für Kottmarsdorf. Ihm kommt durch sein weitgehend original überliefertes Aussehen zugleich ein baugeschichtliches Erhaltungsinteresse zu. | 08961222 |
| Direkt Bild zu diesem Denkmal hochladen | Wohnhaus | Obercunnersdorfer Straße 2 (Karte)                                   | 2. Hälfte 19. Jahrhundert                                                | Zweigeschossiges Wohnhaus mit Satteldach. Unter der Dachanschleppung findet sich rückseitig ein komplett erneuerter und durch eine Garage zusätzlich erweiterter Wirtschaftsteil. Das Erdgeschoss des Hauses ist massiv mit schlichten Granitfenstergewänden ausgeführt, der Eingangstür ist ein stark durchfenstertes Eingangshäuschen aus dem Anfang des 20. Jahrhunderts vorgelagert. Im Obergeschoss ist das Fachwerk mit großformatigen Asbestschieferplatten verkleidet, der Giebel verbrettert. Während im Obergeschoss die originale Befensterung (vierteilige Kastenfenster) erhalten ist, wurden im Erdgeschoss moderne, sprossenlose Kunststofffenster eingesetzt. Im Zuge von Sanierungsarbeiten wurde die ursprüngliche Schieferdeckung des Daches inzwischen durch rot glasierte Dachpfannen ersetzt. Das Haus ist trotz Veränderungen in seiner historischen Struktur und Konstruktion gut ablesbar erhalten und baugeschichtlich von Bedeutung. | 08961221 |
|                                         | Wohnmühlenhaus | Obercunnersdorfer Straße 4 (Karte)                                   | Mitte 19. Jahrhundert                                                    | Breitgelagertes, zweigeschossiges Wohnstallhaus mit Krüppelwalmdach. Das Haus steht direkt neben der Bockwindmühle an exponierter Stelle auf dem Pfarrberg und diente ursprünglich der Müllerfamilie als Wohnhaus. Es besitzt ein verputztes, massives Erdgeschoss, in welchem die regionaltypischen Fenstergewände aus Granit nur noch an den unverputzten Sohlbänken ablesbar sind. Das Fachwerkobergeschoss sowie die Giebel sind im Stil des Oberlausitzer Verschlages verbrettert und braun gefasst. An Stelle der historischen, sprossenunterteilten Einfachfenster wurden im Zuge von Sanierungsmaßnahmen um das Jahr 2000 im gesamten Gebäude moderne Kippfenster mit Mittelsprosse eingebaut. Die Fensterrahmungen im Obergeschoss sind mit einer schmalen, mit Kerben verzierten Fensterschürze unterhalb der Brüstung versehen. 2000 wurde ebenfalls die Biberschwanzdoppeldeckung erneuert und auf der Südseite der zwischenzeitlich rückgebaute Dachhecht nach historischem Vorbild wiederhergestellt. Das Gebäude ist zu circa einem Viertel durch einen tonnengewölbten Keller mit Ziegelfußboden unterkellert. Im Mittelflur hat sich der Granitplattenbelag erhalten. Dort, wie auch im ehemaligen Ziegenstall, der seit 1998 als Schaubackstube des Heimatvereins dient, ist die Decke als Preußisches Kappengewölbe ausgeführt. Im Obergeschoss, in welchem Ausstellungs- und Wohnräume untergebracht sind, finden sich einige unverkleidete Fachwerkwände. Der Dachstuhl ist als liegender Stuhl mit fünf Bindergespärren ausgeführt und aufgrund der Gebäudekubatur ungewöhnlich weitspannend. Erwähnenswerte Ausstellungsstücke sind ein freistehender, blau glasierter Kachelofen mit Jugendstilornamenten (Kränze in gewölbten, hochrechteckigen Kacheln) sowie ein schlichter Wandschrank in der früheren Stube, dem jetzigen Vereinsraum. Das Haus ist in Verbindung mit der Bockwindmühle Zeugnis für die historische Lebens- und Arbeitsweise des Dorfmüllers und als solches von orts- und baugeschichtlicher Bedeutung. | 08961220 |
| Weitere Bilder                          | Kottmarsdorfer Windmühle (Burk-Mühle) | Obercunnersdorfer Straße 4 (Karte)                                   | 1752 (Kammrad); 1843 (Mühle)                                             | Technikgeschichtlich, ortsbildprägend und landschaftsgestaltend von Bedeutung, voll funktionstüchtige Bockwindmühle | 08961219 |
|                                         | Kriegerdenkmal für die Gefallenen des Ersten Weltkrieges | Turnhallenweg 5 (bei) (Karte)                                        | Nach 1918                                                                | Gestiftet vom Turnverein Kottmarsdorf in den 1920er Jahren. Das Denkmal ist direkt neben der Turnhalle aufgestellt und wird von einer Buchenhecke und einer alten Kastanie eingerahmt. Es besteht aus einer großen, an einen gemauerten Ziegelsteinsockel gelehnten Granitplatte, die neben den Kriegsdaten 1914–18 und einem Tatzenkreuz eine polierte Gedenktafel mit den Namen der Gefallenen trägt. Es ist ortsgeschichtlich von Bedeutung. | 08961240 |

## Streichungen von der Denkmalliste
| Bild                                    | Bezeichnung | Lage                          | Datierung                 | Beschreibung | ID       |
| --------------------------------------- | ----------- | ----------------------------- | ------------------------- | --- | -------- |
| Direkt Bild zu diesem Denkmal hochladen | Wohnhaus    | Dorfstraße 35 (Karte)         | 18. Jahrhundert           | Kleines, zweigeschossiges Wohnhaus mit Satteldach, massivem Erdgeschoss und schieferverkleidetem Fachwerkobergeschoss (Wabenbehang). Das Erdgeschoss springt nördlich leicht vor, was eine Datierung ins 18. Jahrhundert nahelegt. Rückseitig weist das Haus einen haustiefen, nachträglich hinzugefügten, angeschleppten Anbau (wohl Mitte 20. Jahrhundert) auf. Die ursprünglichen Fenster wurden alle durch sprossenlose Kunststofffenster ersetzt, der Einbau der Garage im nördlichen Erdgeschoss stammt aus dem Jahr 2001. Die Dachdeckung aus Naturschiefer wurde mit Bogenschnittschablonen und altdeutscher Randgestaltung erneuert. Einziges künstlerisches Detail ist eine Sonne in der Spitze der Holzverschalung des Nordgiebels. Aufgrund seiner Lage ist das Haus integrativer Bestandteil der Ortskernbebauung, in seiner Ursprungskonstruktion erhalten und als solches baugeschichtlich von Bedeutung. Zwischen 2018 und 2024 aus der Denkmalliste gestrichen. | 08961241 |
| Direkt Bild zu diesem Denkmal hochladen | Wohnhaus    | Ebersbacher Straße 48 (Karte) | 1. Hälfte 19. Jahrhundert | Obergeschoss Fachwerk verbrettert und verschiefert, in Aussehen und Konstruktion weitgehend erhalten, ortsbildprägend und baugeschichtlich von Bedeutung; nach 2014 von der Denkmalliste gestrichen | 08961251 |

## Tabellenlegende
- Bild: Bild des Kulturdenkmals, ggf. zusätzlich mit einem Link zu weiteren Fotos des Kulturdenkmals im Medienarchiv Wikimedia Commons. Wenn man auf das Kamerasymbol klickt, können Fotos zu Kulturdenkmalen aus dieser Liste hochgeladen werden:
- Bezeichnung: Denkmalgeschützte Objekte und ggf. Bauwerksname des Kulturdenkmals
- Lage: Straßenname und Hausnummer oder Flurstücknummer des Kulturdenkmals. Die Grundsortierung der Liste erfolgt nach dieser Adresse. Der Link (Karte) führt zu verschiedenen Kartendiensten mit der Position des Kulturdenkmals. Fehlt dieser Link, wurden die Koordinaten noch nicht eingetragen. Sind diese bekannt, können sie über ein Tool mit einer Kartenansicht einfach nachgetragen werden. In dieser Kartenansicht sind Kulturdenkmale ohne Koordinaten mit einem roten bzw. orangen Marker dargestellt und können durch Verschieben auf die richtige Position in der Karte mit Koordinaten versehen werden. Kulturdenkmale ohne Bild sind an einem blauen bzw. roten Marker erkennbar.
- Datierung: Baubeginn, Fertigstellung, Datum der Erstnennung oder grobe zeitliche Einordnung entsprechend des Eintrags in der sächsischen Denkmaldatenbank
- Beschreibung: Kurzcharakteristik des Kulturdenkmals entsprechend des Eintrags in der sächsischen Denkmaldatenbank, ggf. ergänzt durch die dort nur selten veröffentlichten Erfassungstexte oder zusätzliche Informationen
- ID: Vom Landesamt für Denkmalpflege Sachsen vergebene, das Kulturdenkmal eindeutig identifizierende Objekt-Nummer. Der Link führt zum PDF-Denkmaldokument des Landesamtes für Denkmalpflege Sachsen. Bei ehemaligen Kulturdenkmalen können die Objektnummern unbekannt sein und deshalb fehlen bzw. die Links von aus der Datenbank entfernten Objektnummern ins Leere führen. Ein ggf. vorhandenes Icon  führt zu den Angaben des Kulturdenkmals bei Wikidata.

## Ausführliche Denkmaltexte
1. ↑  Kirche und Kirchhof mit Einfriedung:
Die in der Ortsmitte gelegene barocke Saalkirche wurde 1736 erbaut. 1854 folgte der Anbau des quadratischen, 50 Meter hohen Turmes nach einem historisierenden Entwurf von Carl August Schramm.
Am schlichten Außenbau fallen die fast wandhohen Segmentbogenfenster auf, unter denen sich auf der Südseite drei Eingänge befinden. Das dreigeschossige, bis 1830 schindelgedeckte Walmdach wird über Fledermausgauben belichtet. Nördlich an das Kirchenschiff ist eine zweigeschossige Sakristei angebaut. Den Übergang zum mittig stehenden neogotischen Turm bildet ein Stufengiebel. Der Turm selbst hat im unteren Bereich Segmentbogenfenster für die Belichtung. Oben öffnen sich große, segmentbogige Schalltore nach allen vier Seiten, hinter denen die Glocken aufgehängt sind. Eine Sandsteingitterbrüstung mit Eckpfeilern ermöglicht den Turmausstieg am Fuße des Turmhelmes.
Im Inneren hat sich die originale Barockausstattung erhalten. Die Emporen sowie die Bretterdecke sind in kräftigen Farben mit Marmorimitationen bemalt. Nördlich und südlich finden sich jeweils zwei Logen. Im Süden befindet sich an der unteren Loge die Kanzel während die nördlichen Logen den Rittergutsbesitzern von Kottmarsdorf bzw. dem Rat der Stadt Löbau vorbehalten waren. Der Altar ist prächtig hochbarock ausgeformt. Oberhalb der Mensa stehen auf einer bildgeschmückten Sockelzone vier stuckmarmorne Säulen, die einen gesprengten Giebel tragen. In dessen Mitte prangt eine große, vergoldete Gloriole, zu beiden Seiten sitzen Putti. Das zentrale Altargemälde zeigt den predigenden Christus, er wird von zwei Holzfiguren (Moses, Johannes der Täufer) flankiert. Funktionsfähig erhalten ist ebenfalls ein von Andreas Rudolph 1736 geschnitzter Taufengel über dem oktogonalen Holztaufbecken von 1836. Die Orgel stammt aus der Werkstatt von A. Schuster & Sohn aus Zittau und ersetzte 1832 ihr Vorgängerinstrument, das der Obercunnersdorfer Andreas Müller 1736 erbaut hatte.
Der Kirchhof in Kottmarsdorf ist von einer Bruchsteinmauer aus Granit umgeben. Die historischen Grablegen sind nicht mehr erhalten, lediglich zwei barocke Epitaphien sind noch an der südlichen Außenwand aufgestellt. Der jetzige Friedhof befindet sich an der Friedhofstraße nördlich der Kirche und ist eine quadratische, schlichte Anlage mit Wegekreuz und mittig aufgeweitetem Platz mit zwölf Linden.
2. ↑  Schule an der Dorfstraße 32:
Freistehendes, zweigeschossiges Massivgebäude mit Satteldach aus dem Jahr 1889 an der Kreuzung nach Obercunnersdorf. Der Neubau ersetzte die Vorgängerschule, die 1763 erbaut und zwischenzeitlich zu klein geworden war. Bis 1971 dauerte der Schulbetrieb, bevor das Haus von der Kirchgemeinde und schließlich als Sitz der politischen Gemeindeverwaltung genutzt wurde.
Das Gebäude steht leicht erhöht auf einem Platz in der Ortsmitte und ist über zwei Freitreppen, die zum Haupteingang im leicht vorspringenden Mittelrisalit führen, erschlossen. Das Sockelgeschoss ist unverputzt und besteht aus unregelmäßig behauenen Granitblöcken. Alle Fenster sind streng symmetrisch angeordnet und mit einem leichten Segmentbogen (im Erdgeschoss mit bossiertem Schlussstein) versehen. Ein umlaufendes Stuckprofil gliedert Erd- und Obergeschoss, die Gebäudeecken sind durch farblich abgesetzte Lisenen leicht akzentuiert. Weitere Zierelemente finden sich in Form von Konsolen getragenen Überdachungen im Bereich des Mittelrisalites, der von einem Blendgiebel mit lateinischer Inschrift („A.D. MDCCCLXXXIX“) und einem Kreuz sowie zwei Pyramidenstümpfen zusätzlich bekrönt wird.
Großzügig angelegt ist das Innere, in dem vom granitplattenbelegten Flur beidseitig Schulräume abgehen. Im Obergeschoss befand sich die frühere Lehrerwohnung, deren repräsentative Eingangstür noch vorhanden ist. Auch die anderen erbauungszeitlichen Türen – teilweise mit Originalbeschlägen – sowie ein Wandschrank im Erdgeschoss sind erhalten.
Im rückseitigen Hof der Schule befindet sich ein massiver Schuppen mit stehender Gaube für die Bestückung des Dachraumes. In den 1990er Jahren wurden die Außenfassade, die Haustür und die Fenster saniert.
Die Schule ist aufgrund ihrer exponierten Lage ortsbildprägend für Kottmarsdorf und von ortsgeschichtlicher Bedeutung.
3. ↑  Rittergut Oberhof:
Das Rittergut Oberhof ist in seiner Gesamtstruktur noch gut ablesbar. Umgrenzt wird das Areal von einer Bruchsteinmauer, die auch den als Gartendenkmal erfassten Gutspark umschließt. Zwischen dem Gebäudeensemble und dem südlich gelegenen Gutspark verläuft eine Straße, die die beiden Hauptstraßen von Kottmarsdorf – Löbauer- und Dorfstraße – miteinander verbindet. Sie ist die Verlängerung der ehemaligen Lindenallee, die, von Westen kommend, direkt auf das Korbbogenportal des Rittergutes (zwischen den Wirtschaftsgebäuden Löbauer Straße 11 und 15) führte.
Bei den als Sachgesamtheitsteilen eingetragenen Gebäuden handelt es sich um Wirtschaftsgebäude des Rittergutes. Besondere Erwähnung verdient das Haus Löbauer Straße 15, das in seiner Kubatur mit dem hohen Krüppelwalmdach noch aus der Blütezeit des Rittergutes im 17. Jahrhundert stammt und das eine Verwaltungsfunktion, zum Beispiel als Gutsverwalterhaus, innegehabt haben könnte. Am unverputzten Ostgiebel zeigt sich das Bruchsteinmauerwerk. An den Gebäudeecken wurden verstärkt lange Granitquader eingebaut, wie sie auch als Fensterstürze Verwendung fanden. Das Dachgeschoss wurde inzwischen durch den Einbau von Dachflächenfenstern für Wohnzwecke nutzbar gemacht.
Der Gutspark ist von der Straße, die durch das Rittergutsgelände führt, über eine fünfstufige, von zwei alten Buchen gerahmte Granittreppe erreichbar. Auf den Messtischblättern bis ins Jahr 1935 ist eine im vorderen Teil streng symmetrische Anlage von rechteckigen, durch ein Wegekreuz geteilten Grünflächen zu sehen, die im Süden in eine freie Parkgestaltung übergehen. Diese Gliederung ist heute nicht mehr ablesbar, der Park weist einen hohen Altbaumbestand auf, ist aber verwildert.
Das Herrenhaus des Rittergutes Oberhof in Kottmarsdorf erhielt Mitte der 1920er Jahre sein jetziges Aussehen. Es wurde im Stil der Reformarchitektur auf den Außenmauern des 1921 durch einen Brand zerstörten Vorgängergebäudes errichtet. Die südliche Schaufassade des zweigeschossigen, breitgelagerten Massivbaus ist geprägt durch symmetrisch angelegte, hohe Fenster mit starker Sprossenteilung, die im Erdgeschoss mit Ziergittern, im Obergeschoss mit hölzernen Klappläden versehen sind. Dem Eingang vorgelagert ist ein tiefer, von wuchtigen Granitpfeilern getragener Altan, der von einer Balustrade abgeschlossen wird. Alle Sanierungsmaßnahmen im Außenbereich fanden Anfang der 2000er Jahre statt. Nach oben wird das Gebäude von einem in Kronendeckung gedeckten Krüppelwalmdach abgeschossen und wird über eine hohe Hechtgaube sowie drei darüber befindliche Ochsenaugen belichtet. Die strenge Gebäudekubatur wird durch einen Standerker an der Südwestecke und durch zwei nördlich vorgelagerte Anbauten mit Walmdächern und Terrasse aufgelöst. Im Inneren ist das Gebäude historistisch formenreich ausgestattet – es gibt u. a. Stuck- und Kassettendecken, Rundbogen-/ Korbbogen-/ geohrte Türen, eine zweiläufige Treppe und einen Jugendstilkamin. Auch im Garten zeigt sich der Stil- und Formenreichtum. Südliche des Herrenhauses befinden sich zwei aus Bruchsteinen errichtete Wasserbassins, nördlich haben sich neben einem kleinen Gärtnerhaus mit Krüppelwalmdach zwei quadratische Pavillons erhalten, die durch ihre geschwungenen Pyramidendächer ins Auge fallen und wohl Veränderungen im ausgehenden 19. Jahrhundert zuzuordnen sind.
Das Ensemble des Rittergutes ist als Zeugnis der feudalen Struktur in Kottmarsdorf von ortsgeschichtlicher Bedeutung und in seiner architektonisch vielfältigen, gewachsenen Gestalt von bauhistorischer Bedeutung.